# Awake and Remixed EP
Awake and Remixed EP – pierwszy zremiksowany album grupy rockowej Skillet, wydany 22 marca 2011. Wszystkie utwory zostały zremiksowane z albumu studyjnego o nazwie Awake. Album znalazł się na 98. miejscu w notowaniu „Billboard 200”.

## Lista utworów
1. „Awake And Alive (The Quickening)” – 4:38
2. „Hero (The Legion of Doom Remix)” – 4:03
3. „Don’t Wake Me (Pull Remix)” – 5:16
4. „Monster (Unleash the Beast)” – 4:30

## Twórcy
- John Cooper – wokal, gitara basowa
- Korey Cooper – gitara, keyboard, wokal
- Ben Kasica – gitara
- Jen Ledger – perkusja, wokal